# Агуалва (Синтра)
Агуалва (порт. Agualva) — район (фрегезия) в Португалии, входит в округ Лиссабон. Является составной частью муниципалитета Синтра. Находится в составе крупной городской агломерации Большой Лиссабон. По старому административному делению входил в провинцию Эштремадура. Входит в экономико-статистический субрегион Большой Лиссабон, который входит в Лиссабонский регион. Население составляет 35 824 человек на 2011 год. Занимает площадь 8 км².
Покровителем района считается Имакуладу-Корасан-де-Мария (порт. Imaculado Coração de Maria).

## История
Район основан в 2001 году.